# Janusz Dzięcioł
Janusz Andrzej Dzięcioł (ur. 11 grudnia 1953 w Dąbrowie Chełmińskiej, zm. 6 grudnia 2019 w Białym Borze) – polski polityk, strażnik miejski i rolnik, poseł na Sejm VI i VII kadencji. Zwycięzca pierwszej polskiej edycji programu Big Brother (2001).

## Życiorys
Po ukończeniu technikum rolniczego (ze specjalnością technik rolnik) w 1973 odbył staż zawodowy, później kierował państwowymi gospodarstwami rolnymi. Przez dwa lata był kierownikiem wojskowego gospodarstwa rolnego. Objął również funkcję prezesa zarządu rolniczej spółdzielni produkcyjnej. W 1991 rozpoczął pracę w nowo utworzonej straży miejskiej w Świeciu, po kilku miesiącach został jej komendantem. Równolegle był społecznym kuratorem sądowym oraz współpracownikiem Stowarzyszenia Przeciwko Uzależnieniom Dzieci i Młodzieży w Świeciu.
W okresie od 4 marca do 17 czerwca 2001 uczestniczył w realizowanej przez TVN pierwszej polskiej edycji reality show, Big Brother, wygrywając ten program i otrzymując nagrodę w wysokości 500 tysięcy złotych. Zagrał później w filmie Jerzego Gruzy Gulczas, a jak myślisz... (z udziałem uczestników pierwszej edycji programu).
W latach 2002–2007 był radnym i wiceprzewodniczącym rady miejskiej w Grudziądzu (w 2002 został wybrany z listy Ruchu dla Grudziądza jako kandydat Platformy Obywatelskiej, w 2006 z listy PO). W wyborach parlamentarnych w 2005 bezskutecznie startował do Senatu z listy KWW „Porozumienie Obywatelskie”. W wyborach parlamentarnych w 2007 kandydował z listy Platformy Obywatelskiej w okręgu toruńskim (nie należąc wówczas do partii); uzyskał mandat poselski, zdobywając 19 807 głosów. Był członkiem Komisji Administracji i Spraw Wewnętrznych oraz Komisji Polityki Społecznej i Rodziny, przewodniczył również podkomisji zajmującej się nowelizacją ustawy o strażach gminnych.
W 2008 ukończył studia licencjackie na Wydziale Socjologii Wyższej Szkoły Gospodarki w Bydgoszczy w zakresie zarządzania zasobami ludzkimi i badania rynku.
W międzyczasie został członkiem PO, był także kandydatem tego ugrupowania w wyborach do Parlamentu Europejskiego w 2009 (nie uzyskał wówczas mandatu). W wyborach w 2011 ponownie został wybrany na posła, otrzymując 13 907 głosów. W trakcie kadencji wystąpił z PO (pozostając w jej klubie parlamentarnym). W wyborach samorządowych w 2014 był kandydatem na prezydenta Grudziądza z ramienia lokalnego komitetu. Nie ubiegał się o poselską reelekcję w wyborach w 2015. Podjął pracę w ośrodku pomocy społecznej w Świeciu, pełniąc m.in. funkcję rzecznika placówki. W wyborach w 2019 bezskutecznie wystartował do Sejmu jako bezpartyjny kandydat z listy PSL, otrzymując 4395 głosów.
6 grudnia 2019 zginął w wypadku drogowym w wyniku wjechania pod pociąg na przejeździe kolejowo-drogowym w Białym Borze (gdzie mieszkał) koło Grudziądza. Przyczyną wypadku według ustaleń przeprowadzonego postępowania było niezachowanie należytej ostrożności przez Janusza Dzięcioła i nieustąpienie pierwszeństwa przejazdu pojazdowi szynowemu. 12 grudnia 2019 został pochowany na cmentarzu parafialnym przy ul. Żurawiej w Olsztynie.

## Życie prywatne
Był synem Franciszka i Henryki. W 1978 ożenił się z Wiesławą, z którą miał córkę Katarzynę. Mieszkał w Białym Borze.